# Johann Konrad Oertli

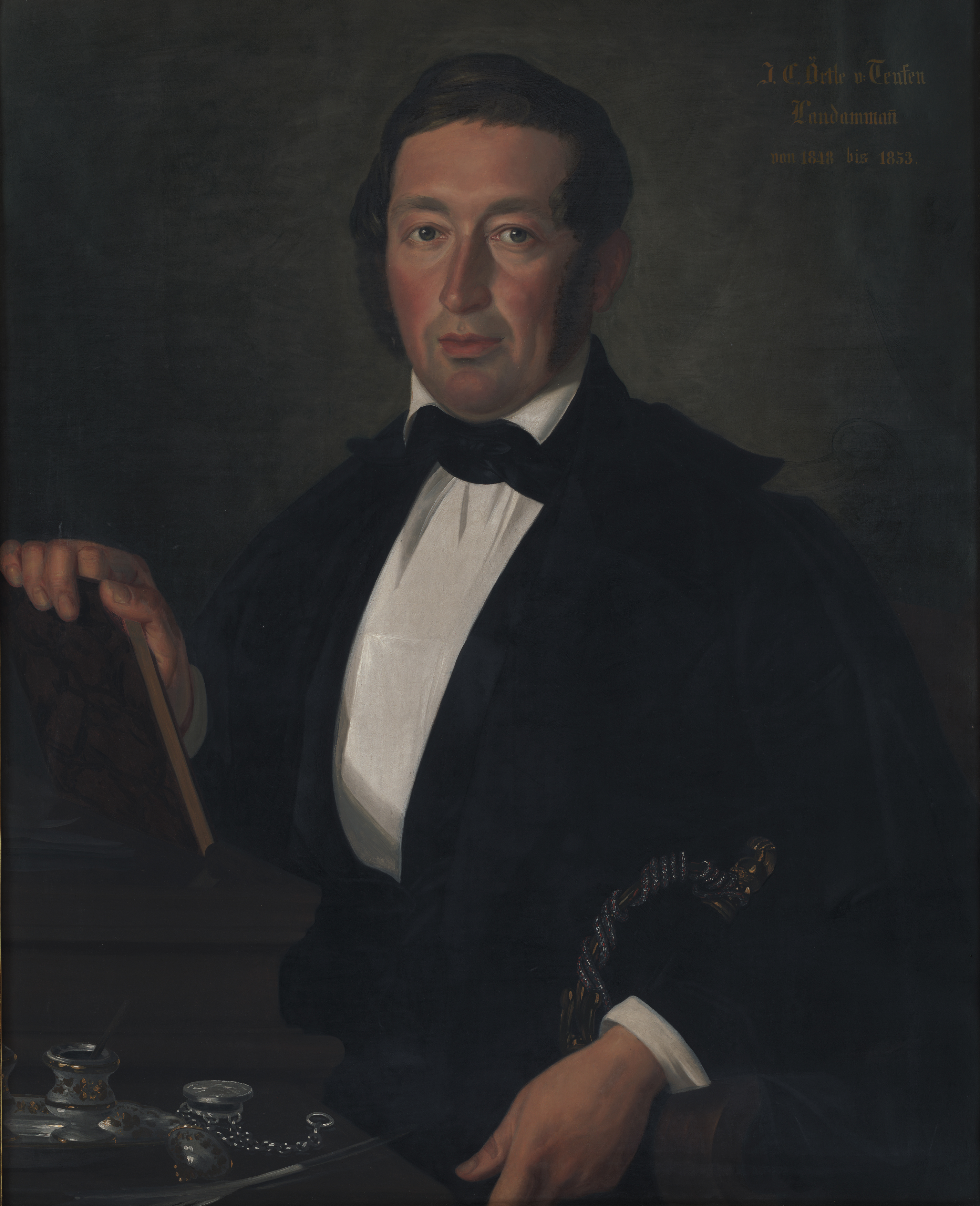
Johann Konrad Oertli, Landammann von Appenzell Ausserrhoden, Gemälde von Leonhard Tanner

Johann Konrad Oertli (* 26. November 1816 in Teufen; † 21. Juli 1861 ebenda) war ein Schweizer Politiker, Arzt und Journalist. 1848/49 gehörte er dem Ständerat an, von 1857 bis 1859 dem Nationalrat. Ebenso war er von 1845 bis 1853 Mitglied der Kantonsregierung.

## Biografie
Der Sohn von Landammann Matthias Oertli besuchte von 1826 bis 1831 die Kantonsschule Trogen, danach bis 1833 das Gymnasium in St. Gallen. Ab 1834 absolvierte Oertli ein Medizinstudium an den Universitäten Jena, Heidelberg und Göttingen. Während seines Studiums wurde er 1834 Mitglied der Jenaischen Burschenschaft. 1839 eröffnete er in Teufen eine Arztpraxis. Von 1841 bis 1853 gehörte er der Sanitätskommission des Kantons Appenzell Ausserrhoden an (ab 1845 als Präsident), 1848 war er eidgenössischer Divisionsarzt. Von 1841 amtierte er als Gemeinderat in Teufen, danach bis 1845 als Gemeindehauptmann und Mitglied des Grossen Rates.

Sitzung der Tagsatzung in 1847: Statthalter Dr. Oertli hinten rechts (Nr. 14)

Oertli war ein überzeugter Radikalliberaler, der sich energisch gegen die Jesuiten und den Sonderbund einsetzte. Zu diesem Zweck gründete er 1845 ein Antijesuitenkomitee. Im selben Jahr wurde er in die Kantonsregierung gewählt und übernahm das Amt des Landesstatthalters, das er bis 1848 innehatte. Während dieser Zeit war er auch Ausserrhoder Gesandter an die Tagsatzung. Darüber hinaus gehörte Oertli von 1845 bis 1853 dem kantonalen Ehegericht und der Landesschulkommission an (ab 1850 als Präsident). 1848 gehörte er jener Kommission an, die nach dem Sonderbundskrieg die erste Bundesverfassung ausarbeitete; dabei arbeitete er eng mit James Fazy und Jules Eytel zusammen. 
1848/49 war Oertli der erste Vertreter von Ausserrhoden im Ständerat, ab 1848 wie sein Vater vor ihm Landammann. In der Kantonsregierung fiel er durch seine bisweilen autoritäre Art auf, wodurch er sich zahlreiche Gegner schuf. Er wurde im Juni 1853 von der Landsgemeinde nicht im Amt bestätigt, stattdessen jedoch in den Nationalrat gewählt. Oertli lehnte diese Wahl entschieden ab und übersiedelte vorübergehend nach Konstanz, um sich seinem Mandat auf Bundesebene zu entziehen. Noch im selben Jahr kehrte Oertli zurück und war daraufhin von 1854 bis 1859 Präsident des kantonalen Kriegsgerichts. 1857 kandidierte er freiwillig als Nationalrat und wurde auch gewählt, drei Jahre später verzichtete er auf die Wiederwahl.
Oertli war Korrespondent der Appenzeller Zeitung. Für diese schrieb er zunächst kämpferische Artikel gegen die Jesuiten und den Ultramontanismus, später erläuterte er in seinen Artikeln die Politik der Kantonsregierung.